# فدوى الجندي
فدوى الجندي (بالإنجليزية: Fadwa El Guindi)‏ ولدت عام 1941 في مصر، هي أستاذة أنثروبولوجيا حاصلة على درجة الدكتوراه من جامعة تكساس في أوستن منذ عام 1972. تعمل حاليًا كأستاذة متميزة في جامعة قطر كما تشغل منصب رئيسة قسم العلوم الاجتماعية. عملت كأستاذ زائر بجامعة سوذرن بكاليفورنيا، ولها عدد كبير من الكتب والأبحاث.
تخرجت فدوى من الجامعة الأمريكية بالقاهرة عام 1960 وحصلت على درجة البكالوريوس في العلوم السياسية. ثم عملت في مركز البحوث الاجتماعية، وشاركت في أول مشروع إثنوغرافي واسع النطاق لدراسة طريقة حياة النوبيين في مصر قبل نقلهم برعاية الحكومة بسبب بناء سد أسوان.
تعمل فدوى في هيئة تحرير مجلة فيلد ميثودس وفي المجلس الاستشاري لعلامات: مجلة المرأة في الثقافة والمجتمع.
في عام 1986 قدمت فيلم السبو: طقوس الميلاد المصرية برعاية مكتب برامج الحياة الشعبية في مؤسسة سميثسونيان. كما أنها حلت ضيفة شرف في دور أمشا بشير والدة جوليان بشير في ستار تريك: ديب سبيس ناين الحلقة التي كانت بعنوان: «طبيب بشير، أنا بريزوم؟» أمام ألكسندر صديق وبراين جورج.
قادتها خبرتها الواسعة في الشرق الأوسط إلى البيت الأبيض في عهد الرئيس كلينتون، كما كانت تعطي محاضرات للدبلوماسيين المكلفين بالخدمة في الشرق الأوسط بمعهد الخدمة الخارجية لوزارة الخارجية الأمريكية. تقوم الجندي حالياً بإلقاء المحاضرات في مختلف بلاد العالم، وتم اختيارها مؤخراً كزميل الأكاديمية العالمية للفنون والعلوم. حصلت الجندي على جائزة جامعة قطر المتميزة للتميز البحثي في العلوم الاجتماعية.

## المؤلفات
كتبت فدوى العديد من الكتب والمقالات في مجال الأنثروبولوجيا:
- أسطورة الطقوس: الإثنوغرافيا الأصلية لطقوس زابوتيك للحياة. توكسون، أريزونا: ونيفرزيتي أوف أريزونا بريس، 1986.
- الحجاب: التواضع، الخصوصية، المقاومة. بيرغ الناشرين. عام 1999.[7]
- بواسطة صلاة الظهر: إيقاع الإسلام. بيرغ الناشرين. 2008.
- الأنثروبولوجيا البصرية: الطريقة الأساسية والنظرية. ألتاميرا بريس، والنوت كريك، كاليفورنيا، 2004.
- انفتاح الحجاب مع الأخلاق الإسلامية: الحركة الإسلامية المعاصرة في مصر. المشاكل الاجتماعية 28 (4): 465-485 (1981).
- من التصور إلى الأنثروبولوجيا البصرية. في كتيب طرق في الأنثروبولوجيا الثقافية. ه. راسل بيرنارد، محرر. مطبعة التاميرة، منشورات ساجا، 459-511,1998.

## وصلات خارجية
- فدوى الجندي على موقع IMDb (الإنجليزية)
- فدوى الجندي على موقع ألو سيني (الفرنسية)
- فدوى الجندي على موقع كينوبويسك (الروسية)